# Charlie Hillam
Charles Emmanuel Hillam (6 tháng 10 năm 1908 – tháng 4 năm 1958) là một cầu thủ bóng đá người Anh. Ông thường thi đấu ở vị trí thủ môn. Ông sinh ra ở Burnley, thi đấu cho Clitheroe, Burnley, Leyton Orient, và Manchester United.